# Dighalia Upazila
Dighalia Upazila är ett underdistrikt i Bangladesh. Det ligger i den södra delen av landet, 130 km sydväst om huvudstaden Dhaka.
Runt Dighalia Upazila är det i huvudsak tätbebyggt. Runt Dighalia Upazila är det mycket tätbefolkat, med 8 969 invånare per kvadratkilometer.